# الجائزة العالمية للرواية العربية (2019)
الجائزة العالمية للرواية العربية لعام 2019، هي الدورة الثانية عشرة من الجائزة العالمية للرواية العربية، أعلن عن قائمتها الطويلة في 7 يناير 2019، والقائمة القصيرة في 5 فبراير 2019، وذلك بعد قراءة ومناقشة مستفيضة لقائمة طويلة من الروايات المشاركة، التي زادت على 121 رواية منشورة باللغة العربية، ينتمي كتابها إلى تسعة بلدان عربية، ومنحت الجائزة في 24 أبريل 2019 لرواية بريد الليل للروائية اللبنانية هدى بركات.

## تفاصيل
أُعلن يوم الاثنين، 7 يناير 2019، عن القائمة الطويلة للروايات المرشّحة لنيل الجائزة لعام 2019، وتشتمل القائمة على 16 رواية تم اختيارها من بين 134 رواية، ينتمي كتابها إلى تسعة بلدان عربيّة، نُشرت في الفترة ما بين تموز/يوليو 2017 وحزيران/يونيو 2018، وقد وصلت إلى القائمة الطويلة روايات لسبع كاتبات، وهو رقم قياسي في تاريخ الجائزة، إلى جانب روايات لتسعة كتاب، تتراوح أعمارهم بين 43 و79 عامًا.
أُختيرت القائمة الطويلة من قبل لجنة تحكيم مكوّنة من خمسة أعضاء، برئاسة شرف الدين ماجدولين (أكاديمي وناقد مغربي)، فوزية أبو خالد (شاعرة وكاتبة وأكاديمية سعودية)، زليخة أبو ريشة (شاعرة أردنية)، لطيف زيتوني (أكاديمي وناقد لبناني) وتشانغ هونغ يي (أكاديمية ومترجمة وباحثة صينية). من بين قائمة الروائيين الستة عشر الذين وصلت أعمالهم إلى القائمة الطويلة، ثمة العديد من الأسماء المألوفة، من بينهم ستة سبق أن وصلوا إلى القائمة القصيرة للجائزة، هم: أميمة الخميس (عن رواية «الوارفة»، مرشحة للقائمة الطويلة 2010)، هدى بركات (عن رواية «ملكوت هذه الأرض» مرشحة للقائمة الطويلة 2013)، وإنعام كجه جي (مرشحة للقائمة القصيرة مرتين عن رواية «الحفيدة الأميركية» 2009 و«طشّاري» 2014)، وواسيني الأعرج (مرشح ثلاث مرات للقائمة الطويلة عن رواية «البيت الأندلسي» 2011، و«أصابع لوليتا» 2013 و«رماد الشرق: الذئب الذي نبت في البراري» 2014، ومي منسّى (مرشحة للقائمة القصيرة عن رواية «أنتعل الغبار وأمشي» 2008)، والتي أشرفت في العام 2013 على «ندوة» الجائزة (ورشة إبداع)، وشهلا العجيلي (المرشحة للقائمة القصيرة عن رواية «سماء قريبة من بيتنا» 2016) والتي شاركت في «ندوة» عام 2014.
شهدت دورة العام 2019 من الجائزة وصول عشرة كتاب للمرة الأولى إلى القائمة الطويلة وهم: محمد أبي سمرا، وإيمان يحيى، وجلال برجس، وحجي جابر، ومبارك ربيع، وكفى الزعبي، والحبيب السائح، وعادل عصمت، ومحمد المعزوز، وميسلون هادي. وقد أعلن عن القائمة القصيرة يوم الثلاثاء 5 شباط/فبراير 2019، وذلك خلال مؤتمر صحفي عقد في المسرح الوطني الفلسطيني – الحكواتي في مدينة القدس، شارك فيه أربعة من أعضاء لجنة التحكيم عبر تطبيق الاتصال بالفيديو «سكايب»، وجاء الإعلان عن القائمة القصيرة من مدينة القدس في إطار «النهج السنوي للجائزة العالمية للرواية العربية باختيار مركزٍ يعبر عن المشهد الثقافي العربي كل عام لتعلن منه قائمتها القصيرة» بحسب وصف اللجنة القائمة على الجائزة. تضمنت القائمة القصيرة، الكتاب والروائيين هدى بركات، كفى الزعبي، شهلا العجيلي، عادل عصمت، إنعام كجه جي ومحمد المعزوز. ومن بين الكاتبات الأربع التي وصلن إلى المرحلة الأخيرة من الجائزة، تظهر أسماء ثلاث كاتبات سبق لهن الوصول إلى القائمتين الطويلة والقصيرة، هن: إنعام كجه جي، شهلا العجيلي وهي تعدُّ أصغر كُتّاب القائمة القصيرة سِنًا، وهُدى بركات. وتتنافس الكاتبات الثلاث على الفوز بالجائزة، كل من: عادل عصمت، الحائز على جائزة نجيب محفوظ للأدب في العام 2016 عن روايته حكايات يوسف تادرس التي تُرجِمت إلى الإنجليزية، والكاتب محمد المعزوز المُتخّصص في الأنثربولوجيا السياسية، وكفى الزعبي التي تنافس على الجائزة بروايتها الخامسة. ويعدُّ وصول أربعة كاتبات إلى القائمة القصيرة في هذه الدورة، سابقة في تاريخ الجائزة منذ انطلاقها في العام 2008، فلم يسبق أن تجاوز عدد الروائيات في المرحلة الأخيرة أكثر من روائيتين، حيث وصلت كاتبتان إليها في الأعوام 2011 و2015 و2018.
وأُعلن عن اسم الرواية الفائزة بالجائزة العالمية للرواية العربية في دورتها الثانية عشرة، في 24 أبريل 2019 (بريد الليل لهدى بركات) في احتفال أقيم في فندق باب البحر بمدينة أبوظبي، عشية افتتاح معرض أبوظبي الدولي للكتاب. وتتألف القائمة الطويلة والقصيرة من الروايات التالية:
القائمة القصيرة:
| - بأي ذنب رحلت؟ (محمد المعزوز) - بريد الليل (هدى بركات) - شمس بيضاء باردة (كفى الزعبي) | - صيف مع العدو (شهلا العجيلي) - النبيذة (إنعام كجه جى) - الوصايا (عادل عصمت) |

القائمة الطويلة:
| - أخوة محمد (ميسلون هادي) - أنا وحاييم (الحبيب السائح) - رغوة سوداء (حجي جابر) - الزوجة المكسيكية (إيمان يحيى) - سيدات الحواس الخمس (جلال برجس) | - غرب المتوسط (مبارك ربيع) - قتلت أمي لأحيا (مي منسى) - مسرى الغرانيق في مدن العقيق (أميمة عبد الله الخميس) - مي: ليالي إيزيس كوبيا (واسيني الأعرج) - نساء بلا أثر (محمد أبي سمرا) |